# Tucker (ТВ программа 2005)
Такер (англ. Tucker — американская телевизионная программа на канале MSNBC, посвященная политике, ведущим которой является Такер Карлсон. Шоу выходило в эфир с 13 июня 2005 года по 14 марта 2008 года.

## Ситуация с Такером Карлсоном
В феврале 2005 года Карлсон подписал контракт с MSNBC на ведение прайм-тайм шоу, которое должно было дебютировать во втором квартале 2005 года. Дебют состоялся 13 июня 2005 года. До 10 июля 2006 года программа была известна как «Ситуация с Такером Карлсоном». В программе Карлсон дискутировал с несколькими гостями: в одном сегменте с либералом, в другом — с бывшим ведущим спортивного шоу Around the Horn Максом Келлерманом. Келлерман приводил аргументы против мнения Карлсона, независимо от того, был ли он сам не согласен с Карлсоном. Такой стиль вызвал сравнения со спортивными ток-шоу, использующими подобный формат, например, с «Pardon the Interruption» на ESPN. Продюсером Таккера стал Билл Вулфф, который работал с Келлерманом над двумя другими спортивными шоу в стиле PTI, Around the Horn и I, Max.
Кроме того, Карлсон брал интервью у гостей, чаще всего политиков или ньюсмейкеров. Шоу выходило в эфир на канале MSNBC по будням в 6 вечера по восточному времени. В рекламных роликах шоу рекламировалось как Tucker (Live)

## Сегменты
В шоу было семь регулярных сегментов. Как правило, формат передачи соблюдался, за исключением таких экстраординарных случаев, как два эпизода, транслировавшиеся из Лондона после взрывов 7 июля, и эпизоды, транслировавшиеся во время (и после) ураганов Катрина и Рита.
Во-первых, был вступительный сегмент, в котором Карлсон представлял своего участника и обсуждал с ним или с ней четыре-пять новостных сюжетов. Во-вторых, в «Crime Blotter» Карлсон представлял три истории о «правонарушениях и свершившемся правосудии» и, как правило, обсуждал одну из них с гостем, обычно через спутник, по ряду тем, связанных с ситуацией. В-третьих, в программе «Аутсайдер» Карлсон обсуждал различные вопросы, связанные с новостями, с Максом Келлерманом, который выступал в роли адвоката дьявола, независимо от своей личной точки зрения. В-четвертых, в программе «Любопытная ситуация» Карлсон представлял новостную историю, и к нему присоединялся гость, обычно через спутник и, как правило, предварительно записанный, чтобы обсудить эту ситуацию. В-пятых, в программе «Первый взгляд» к Карлсону присоединялся его старший продюсер Вилли Гейст, чтобы взглянуть на завтрашние новости. В-шестых, в программе «Голосовая почта» зрителям предлагалось звонить и оставлять сообщения для Карлсона. В эфир выходили и комментировались четыре-пять сообщений на самые разные темы — от историй, вышедших в эфир, до питейной игры для шоу и галстука-бабочки Карлсона. Наконец, в программе «The Cutting Room Floor» Карлсон шутил над несерьезными историями с Гейстом, сыном Билла Гейста из CBS.
Первоначальный формат программы, до её переноса на 11 часов вечера 8 августа 2005 года, состоял из шести регулярных сегментов. Во-первых, был сегмент, в котором Карлсон представлял двух своих участников и обсуждал с ними пять-шесть новостных сюжетов. Во-вторых, в рубрике «Открытое мнение» Карлсон представлял три редакционные статьи из газет по всей стране и обсуждал их с участниками дискуссии. В-третьих, в «Свободной речи» Такер беседовал с политиком или ньюсмейкером, обычно через спутник, на ряд тем, связанных с его или её ситуацией. Четвёртый сегмент придерживался той же структуры, что и первый. В пятом, «Аутсайдер», Карлсон обсуждал различные вопросы, связанные с новостями, с Максом Келлерманом. Наконец, сегмент «The Cutting Room Floor» остался прежним.
После того как шоу сменило название на «Такер» и тайм-слот на 6 вечера, «Аутсайдер» был удален, а новые сегменты, такие как «Бей прессу», были добавлены. Позднее от этих сегментов отказались, заменив их панельной дискуссией с двумя-тремя гостями. Обычно в программе было два-три сегмента.
Когда Гайст перешел в «Утренний Джо», в последнем сегменте, где он регулярно выступал, вместо него выступал его коллега, продюсер и контрибьютор MSNBC Билл Вулфф.

## Отмена программы на MSNBC
Передача «Такер» была отменена каналом MSNBC и заменена передачей «Гонка за Белый дом с Дэвидом Грегори» до декабря 2008 года, когда Грегори стал модератором программы «Встреча с прессой». Последний выпуск был показан 14 марта 2008 года. Карлсон продолжал оставаться политическим консультантом MSNBC до 19 мая 2009 года, когда он был принят на работу в качестве консультанта Fox News.

## Гости
Среди сменяющих друг друга гостей — политический обозреватель MSNBC Пэт Бьюкенен, помощник редактора The Hill А. Б. Стоддард, демократический стратег Питер Фенн, обозреватель журнала Newsweek Ричард Вулфф и демократический аналитик Хилари Розен.
В прошлом в качестве запасных ведущих выступали Элисон Стюарт и Крис Янсинг из MSNBC, радиоведущий WABC Кертис Слива, спортивный ведущий Макс Келлерман (в прошлом частый гость) и Вилли Гейст. Гейста можно было увидеть в конце большинства выпусков в сегменте под названием «Другие новости», похожем по формату на «The Cutting Room Floor». 7 февраля 2008 года заменивший ведущего Дэвид Шустер сделал неоднозначные комментарии относительно Челси Клинтон, в результате чего был отстранен от работы на MSNBC.

## Вещание за пределами Соединённых Штатов
Программы MSNBC и NBC News в течение нескольких часов в день транслируются по круглосуточной новостной сети Orbit News в Европе и на Ближнем Востоке. В их число входит программа «Такер» и несколько других передач MSNBC.